# London Missionary Society
La London Missionary Society era una società missionaria evangelica interconfessionale fondata in Inghilterra, ne 1795, su proposta del ministro congregazionalista gallese  Edward Williams. Aveva una prospettiva in gran parte riformata, con missioni congregazionali in Oceania, Africa e nelle Americhe, sebbene fossero coinvolti anche presbiteriani (noti per il loro lavoro in Cina), metodisti, battisti e vari altri protestanti, oggi fa parte del Consiglio per la Missione Mondiale.

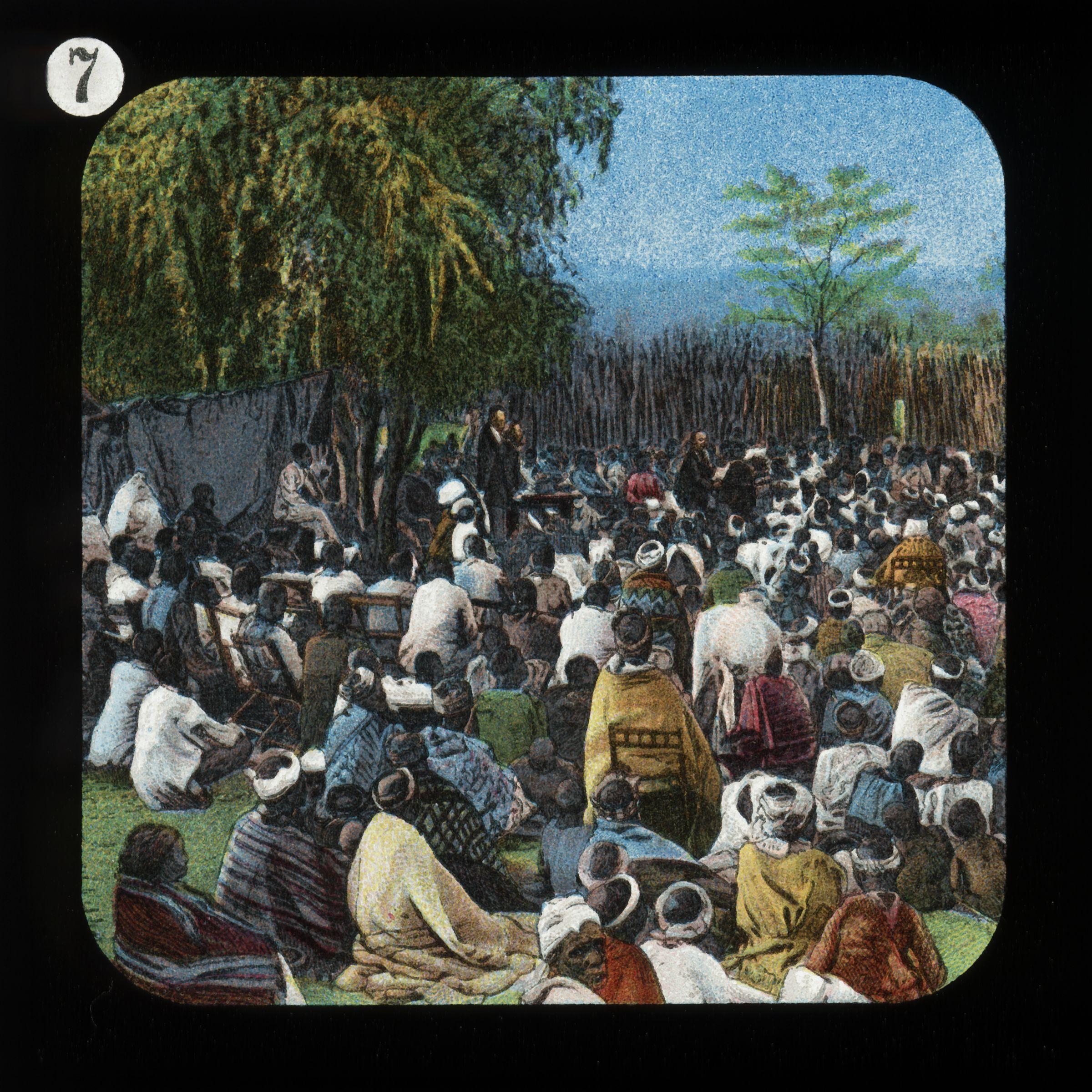
Congregazione Bechuana (riferito a David Livingstone) a parte della London Missionary Society